# 柏崎刈羽原子力発電所

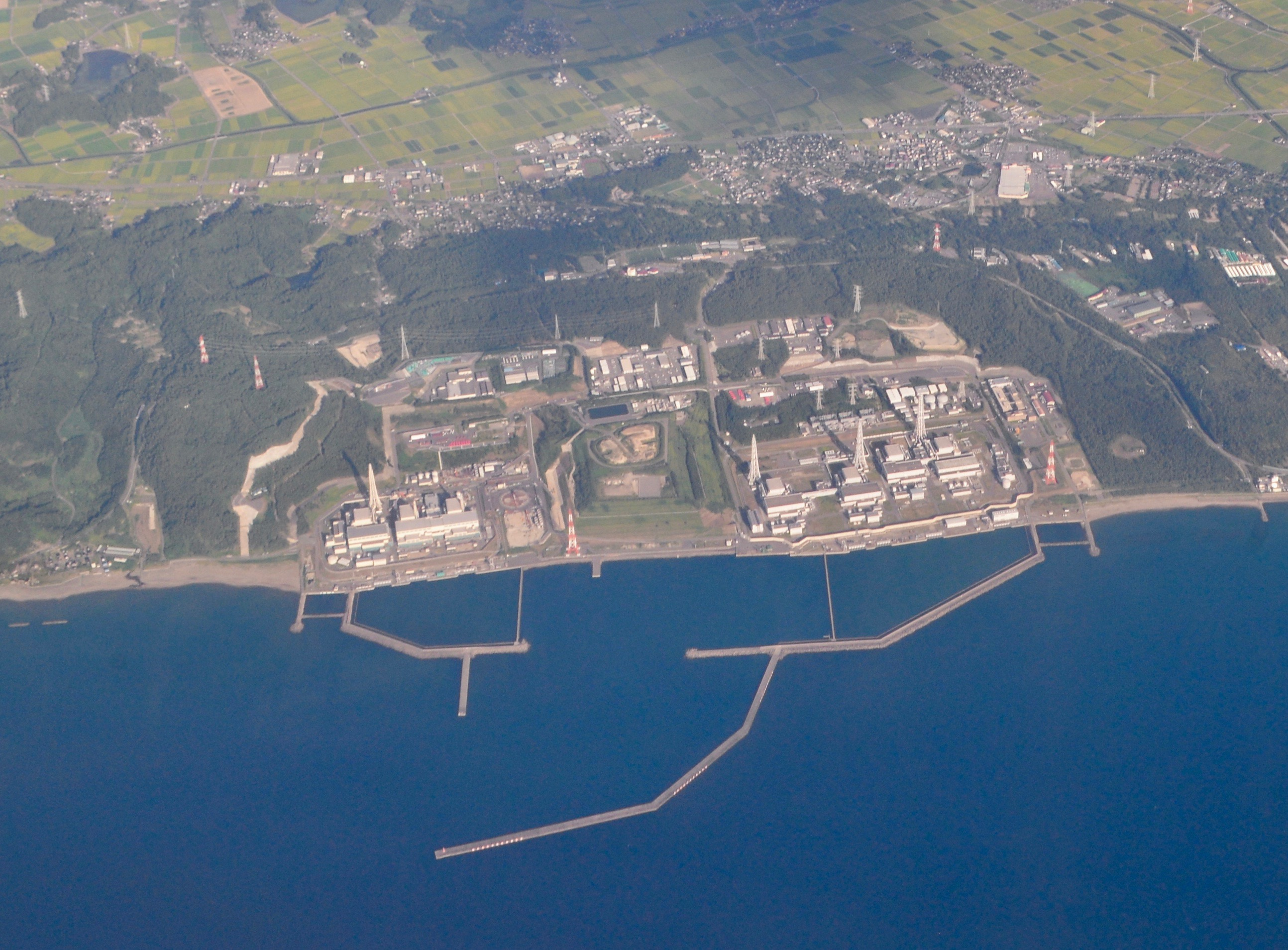
航空写真（2019年8月撮影）

柏崎刈羽原子力発電所（かしわざきかりわげんしりょくはつでんしょ）は、新潟県柏崎市および刈羽郡刈羽村にまたがる東京電力ホールディングスの原子力発電所。略称はKK（ケーケー）。
1号機から7号機までの7基の原子炉を有し、合計出力は821万2千kWである。1997年7月2日に7号機が営業運転を開始したことで、それまで最大だったカナダのブルース原子力発電所の出力を抜き、世界最大の原子力発電所となった。
発電された電気は、新新潟幹線および南新潟幹線の2系統の各々50万V送電により、一旦群馬県の西群馬開閉所に収容され、そこから首都圏に送電される。
東京電力ホールディングスは、その事業地域内に原子力発電所を有しない電力会社であり、この発電所が所在する新潟県は東北電力の事業地域である。両者の協定に基づき、この電力の一部は東北電力に供給される。
所員数は2025年7月1日時点で6,554人。うち東京電力ホールディングス社員1,203人、協力企業社員5,351人。

## 沿革
- 1969年03月：柏崎市議会発電所誘致決議
- 1969年06月：刈羽村議会発電所誘致決議
- 1969年11月：柏崎刈羽地点原子力準備事務所設置
- 1974年04月：柏崎・出雲崎漁協 漁協補償協定に調印
- 1974年：田中角栄内閣、電源三法制定。後の角栄曰く「東京に造れないものを造る。造ってどんどん電気を送る。そして、どんどん東京から金を送らせる」[6]
- 1975年03月：1号機原子炉設置許可を申請[7]
- 1978年08月：建設工事に関し安全協定締結
- 1978年12月：1号機着工
- 1980年12月：2,5号機一次公開ヒアリング
- 1983年01月：2,5号機二次公開ヒアリング
- 1983年10月：2,5号機着工
- 1984年10月：3,4号機一次公開ヒアリング
- 1984年11月：1号機燃料装荷開始
- 1985年09月：1号機営業運転開始
- 1987年01月：3,4号機二次公開ヒアリング
- 1987年07月：3号機着工
- 1987年11月：6,7号機一次公開ヒアリング
- 1988年02月：4号機着工
- 1990年04月：5号機営業運転開始
- 1990年06月：6,7号機二次公開ヒアリング
- 1990年09月：2号機営業運転開始
- 1991年09月：6号機着工
- 1992年02月：7号機着工
- 1993年08月：3号機営業運転開始
- 1994年08月：4号機営業運転開始
- 1996年11月：6号機営業運転開始
- 1997年07月：7号機営業運転開始。カナダのブルース原子力発電所の出力を抜いて世界最大の原発となる。
- 2003年04月：福島第一原発他でのトラブル記録改竄・隠蔽発覚により東京電力の原子力発電所全17基停止。
- 2003年05月：6号機運転再開
- 2006年04月：日本の原子力発電所で初めて、品質管理の国際規格であるISO9001の認証を受ける[8]。
- 2007年07月：新潟県中越沖地震により、稼働する全ての原子炉は自動停止した。また発電所構内の変圧器に火災が発生し2時間後鎮火した。
- 2007年08月：国際原子力機関（IAEA）が地震影響の調査
- 2009年12月：7号機営業運転再開
- 2010年01月：6号機営業運転再開
- 2010年08月：1号機営業運転再開
- 2011年02月：5号機営業運転再開
- 2017年12月：原子力規制委員会より6、7号機が安全審査に合格。
- 2021年04月14日：原子力規制委員会が、テロリズム対策の不備を理由に、核燃料の移動や装填を禁じる是正措置命令を決定。再び再稼働が見込めなくなった[9]。
- 2023年12月：原子力規制委員会は、自律的な改善が見込める状況であることが確認できたとして運転禁止命令を解除した [10]。

## 発電設備
- 総出力：821.2万kW（2013年1月現在）

|               | 原子炉形式                              | 運転開始      | 定格出力  | 施工         | 現況       |
| ------------- | --------------------------------------- | ------------- | --------- | ------------ | ---------- |
| 1号機（KK-1） | 沸騰水型軽水炉（BWR）GE社設計Mark-2     | 1985年9月18日 | 110万kW   | 東芝         | 定期検査中 |
| 2号機（KK-2） | 沸騰水型軽水炉（BWR）GE社設計Mark-2改   | 1990年9月28日 | 110万kW   | 東芝         | 定期検査中 |
| 3号機（KK-3） | 沸騰水型軽水炉（BWR）GE社設計Mark-2改   | 1993年8月11日 | 110万kW   | 東芝         | 定期検査中 |
| 4号機（KK-4） | 沸騰水型軽水炉（BWR）GE社設計Mark-2改   | 1994年8月11日 | 110万kW   | 日立         | 定期検査中 |
| 5号機（KK-5） | 沸騰水型軽水炉（BWR）GE社設計Mark-2改   | 1990年4月10日 | 110万kW   | 日立         | 定期検査中 |
| 6号機（KK-6） | 改良型沸騰水型軽水炉（ABWR）3社合同設計 | 1996年11月7日 | 135.6万kW | 東芝/日立/GE | 定期検査中 |
| 7号機（KK-7） | 改良型沸騰水型軽水炉（ABWR）3社合同設計 | 1997年7月2日  | 135.6万kW | 日立/東芝/GE | 定期検査中 |

（参考：東電公表内容）

## 送電設備・送電技術（100万V送電）
柏崎刈羽原子力発電所から群馬県の西群馬開閉所までの2系統の送電線のうち、1993年に竣工した南新潟幹線は技術的に100万Vでの交流送電が可能な構造となっており、当初の計画では既に100万Vでの交流送電が開始されていたはずであった。しかし、電磁波の影響を懸念する沿線地域が計画に反対しているため、日本初の100万V送電計画は未だ実現しておらず、その目処も立っていない。同じ電力（単位時間当たりのエネルギー）を送電するのに電圧を上げるとそれに反比例して電流は小さくなるので、現在は50万Vで送電しているが、100万Vで送電すれば送電損失が1/4になる（送電損失）。但し、この損失は送電電力の1%ほどであり、多くの損失が変圧時に生ずることや昇圧によるコストアップなどを考えると、この程度の送電距離であればあまり必然性がないという判断がなされたともいえる。
需要の増大に比例して電圧は上昇しており、20年で2倍程度に昇圧する傾向があるといわれている。同じ送電線で昇圧によりより多くの電力を送ることができるため、エネルギーソースの電気化が進む中、次第に100万V級送電は一般化するとも考えられる。

## 新潟県中越沖地震
2007年の新潟県中越沖地震発生時、稼働する全ての原子炉は自動停止した。3号機のすぐ横の変圧器からの火災は地震発生から2時間後に鎮火した。この詳細とその後の状況を記す。

### 地震発生時の状況と現場の対応

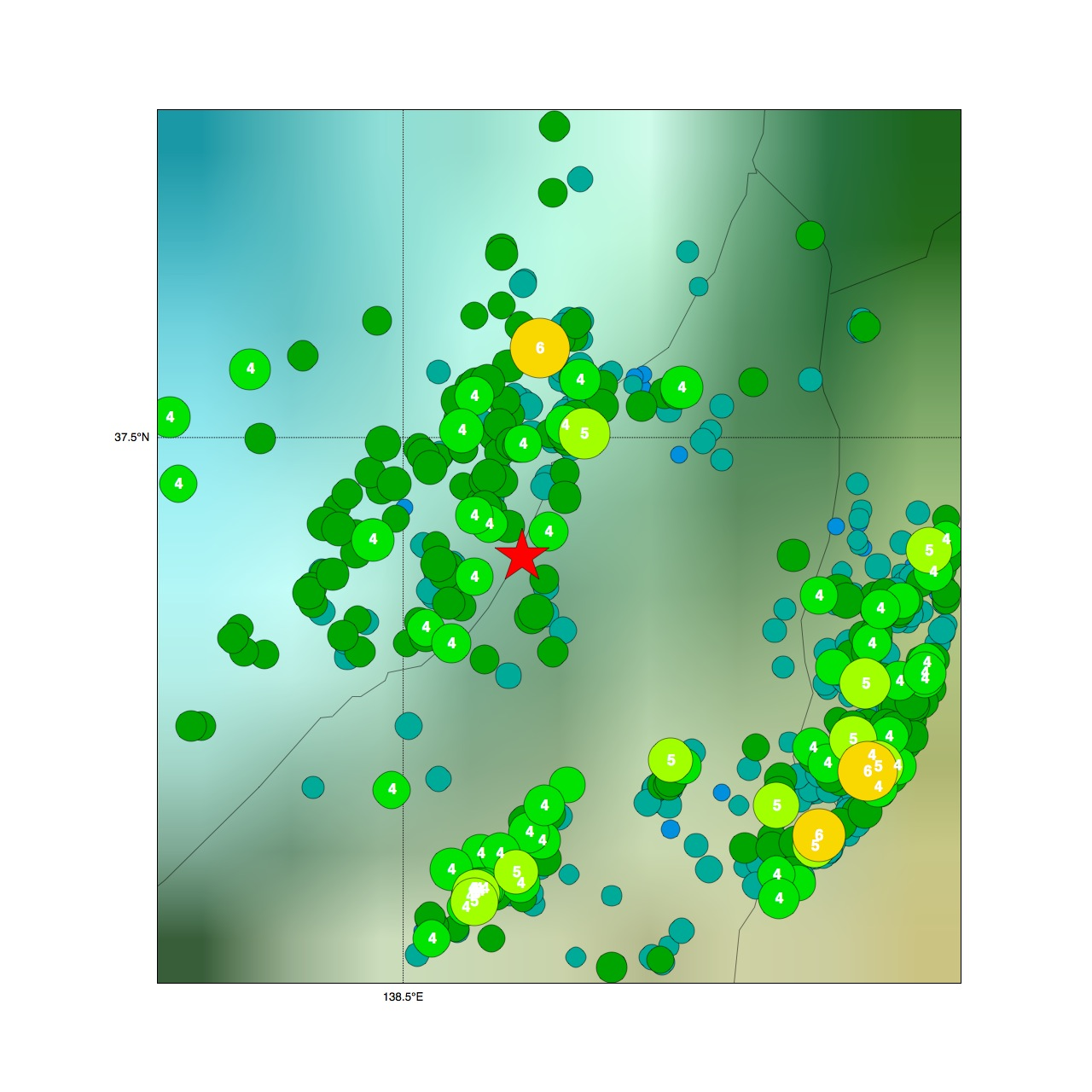
1990年以降に柏崎原発30km圏内で起きた地震の震源マップ（気象庁のデータより作成）

#### 地震直後
2007年7月16日10時13分頃に新潟県中越沖を震源とする新潟県中越沖地震が起こった。最大で993ガルを観測し、柏崎刈羽原子力発電所内の運転中の全ての原子炉は緊急停止した。ただし運転を管理する中央制御室では数十秒間にわたり続く揺れのために計器の確認が出来ない状況であった。第一運転管理部長は構内を自動車で移動中に地震発生、3号機建屋からの発煙を発見、運転中の全機がスクラム（緊急停止）したと構内PHSで確認、3号機すぐ横の変圧器から出火を確認、延焼の可能性はないと判断して初期消火を他の職員に任せ、スクラム後の対応に全力を傾けるべきとして緊急時対策室のある事務所建物へ移動。ところが緊急時対策室入口ドアの枠が歪んでドアが開かなくなったために室内に入れず、駐車場にホワイトボード4〜5枚を引き出して構内PHSで連絡を取り続けた。

#### 3号機近くの変圧器火災の鎮火の過程
全ての運転中の炉の中央制御室では、多くのアラームが鳴り続け、職員が対応に追われていた。3号機中央制御室でも100近くの異常を示すアラームに対応するために当直長ら5人の運転職員らは、変圧器火災の情報が知らされ、地元消防に通報を試みるが中央制御室に優先接続電話は無く、電話は繋がらなかった。3号機変圧器の火災現場では4人が消火を試みたが、消火栓の水は地震の影響でほとんど出ず、さらに緊急用の軽トラック搭載消火ポンプは失念していたという。自衛消防隊の招集も忘れていた。この時点で駐車場の第一運転管理部長は、「消火は出来ない」という連絡が入ったため、「地元の消防を待て」と指示した。周辺住民は外部からの携帯電話等の情報で発電所火災を知った。発電所から地元刈羽村への連絡は地震発生から1時間以上経っても無かった。新潟県庁にも詳しい情報は伝えられなかった。各自治体へ伝えられていた環境放射線の測定データも地震直後から途絶えていた。新潟県知事は最悪の場合を考え、地元自治体と住民避難の相談をはじめていた。地震発生から約2時間後の12時10分、非番からの呼集で原発へ駆けつけた5人の地元消防の手で3号機変圧器の火災は消し止められた。

#### 炉心の冷却
第一運転管理部長は、3号機と4号機の炉心をスクラム後に冷やす2つの装置の内の片方が停止していて、1つの装置で2つを冷やす事の判断を迫られた。3号機当直長は午後4時、内外気圧の差圧異常の原因が判明、3号機建屋壁面のブローアウトパネルが脱落していた事、すぐには建屋の気密を戻せない事、などを知らされ仮緊急対策本部の第一運転管理部長へ報告。同部長は炉心冷却を3号機優先と決定した。この時、6号機建屋内で微量の放射性の水の漏洩が発見された。本来、放射性物質を扱わないフロアでの発見に3回にわたる試験と調査が繰り返され、漏洩発見から6時間後に同部長へやはり放射性の水の漏洩であることが報告された。これは、後に上の階のプールの水が地震の揺れでこぼれたものが配線の隙間穴から階下へ流れたものであることが判明し、その一部は外部へ排水されたと判った。
翌日の朝6時54分にすべての炉心の冷却を終えて、安全な状態になった。

### 地震の影響
この地震では、柏崎市で震度6強を観測したため、運転を行っていた2、3、4、7号機は自動で緊急停止した。原子炉・冷却用冷媒等の重要な機構からの外部への放射性物質の流出は確認されていない。また、3号機建屋外部にあるの所内変圧器から出火したが、地震から1時間57分後の12時10分に鎮火が確認されている。その他、低レベル放射性廃棄物の入ったドラム缶400本が倒れた。うち39本のドラム缶は蓋が開いており、床の1カ所で微量の放射性物質汚染が確認された。6号機の原子炉建物内において鉄製クレーンの駆動部が損傷していた事も分かった。
以下に確認された放射性物質漏洩を記載する。
- 6号機の非管理区域で、微量の放射性物質を含む水が漏れ出し、一部が放水口を通じて海に放出されていたことが確認された[21][注 2]。東京電力は、これが、使用済み核燃料プールの放射性物質を含む水が原子炉建屋内の電線を通す管を通り下の階に流れ出たためであると報告した[22]。
- 7号機の排気筒からは18日夜までの間、放射性ヨウ素の放出が検出された。大気へ放出された放射能量はヨウ素が約3.12億ベクレル、粒子状放射性物質が約200万ベクレルで、これによる線量は1000万分の2ミリシーベルト（0.0002マイクロシーベルト）と算定されている[23]。操作手順のミスのため、タービンの軸を封じる部分から、復水器内の放射性物質が排気筒に流れ出たことが原因と報告された[24]。なお、排気によって、主排気塔放射線モニタおよびモニタリングポストに有意な指示は確認されていない。[23]
- 10月21日、点検中の7号機の原子炉建屋2階で、コンクリート壁にひびが入り、放射能を帯びた水約6.5リットルがしみ出しているのを、20日午後5時20分頃パトロール中の作業員が発見したと発表。水は幅約0.1ミリ、長さ約3.5メートルのひびから漏れていた。この時点で採取した水からは放射能は検出されなかった。しかし、21日午前6時段階で再採取し検査したところ、250ベクレルの放射能（放射能泉の約30立方cmに相当）が検出された。東京電力は、使用済み燃料プールが損傷している可能性の他、地震時にプールから溢れた水がひびを伝わって出てきた可能性なども含め原因を調査するとしている[25]。

施設内部は地震発生から5日後の7月21日には報道機関などに立ち入りが許可され、公開された。

#### IAEAによる調査
国際原子力機関（IAEA）のモハメド・エルバラダイ事務局長は、地震発生後に調査協力の用意があると表明。日本政府はIAEAに調査団の受け入れを当面見送る意向を伝えたが、泉田裕彦新潟県知事は7月21日、「IAEAの調査が必要だ」との考えを表明。原子力安全・保安院はIAEAの調査を受け入れると7月22日に発表した。8月14日にIAEAは予想より被害は少ないとの報告を行っており、同機関による事故評価レベル0から7までの8段階のうち「0（尺度以下）」である。

#### 設計時の予想を超えた加速度
東京電力から発電所本館に設置されている地震計の記録が発表されており、それによると観測された記録は、耐震設計時の基準加速度を上回っていた。
その後、3号機タービン建屋1階で2058ガル（想定834gal）、地下3階で581ガル（想定239gal）、3号機原子炉建屋基礎で384ガル（想定193gal）を観測したとの発表もなされた。

#### 柏崎市の緊急使用停止命令
こうした地震の影響を受け、会田洋・柏崎市長は、東京電力に対し1-7号機のすべての貯蔵タンクなどを対象として、消防法に基づく緊急使用停止命令を出した。また、経済産業省も同社に対して、耐震安全性が確認できるまで、原子炉の運転を再開しないよう指示を出した。

#### 風評被害の発生
今回の地震では放射性物質の漏れは健康に問題があるとされる量を遙かに下回っているとされる が、たび重なる報道により、観光・漁業・農業などで「買い控え」がおきると言った二次的な風評被害が発生している。さらには2007年7月26日から8月まで秋田、静岡、千葉の3試合を日本で行う予定だった、セリエAのカターニアは、放射性物質の流出を理由に日本遠征を中止した。泉田裕彦新潟県知事は「日本全土が放射能に包まれているような報道が海外でなされ、サッカークラブの来日中止どころじゃない甚大な風評被害が生じている」と語っている。地震後の優先順位は電源確保が最優先され変電機の火災（煙）に対する消火は地震発生時全体に比べ危険度は微々たるものであったが、メディアなどで煙をあげる変電機の映像を繰り返し、正確さよりも事故の危険性を煽ることを中心とした報道がなされた。

#### その後の経過
- 10月17日、炉内点検中の7号機で、燃料集合体の取り出し作業を行っているが、制御棒1本が引き出せないことが判明した[32]。
- 11月27日、6号機において引き抜けなかった制御棒2本を緊急時の手順により引き抜くことができた[33]。
- 12月24日、読売新聞は東京電力が震度7の揺れを観測したにもかかわらず国や自治体に報告していなかったと報道した。これに対して東京電力は、「「震度7」というのは気象庁が算出した正式なものでなく参考値であるため報告しなかった。地震観測データはすでに公表済みであり、個々の問い合わせにも応じており、隠していたわけではない」としている[34][35]。
- 2008年1月に行われた2度目のIAEAによる調査では、「安全上重要な機器などに地震による有意な損傷は認められなかった。」「今回の地震は、想定された地震動のレベルをはるかに上回っていたが、安全上重要な機器は予想以上にいい挙動を示していた。こうした内容を国際的な安全基準に反映させたい[36]」「原発には安全余裕度[注 3] が設けられていて、今回の地震による原発の揺れも許容できる範囲内だった」とのコメントが発表された[37]。
- 2009年3月27日、新潟県消防本部は1-7号機全てを対象にした火気作業や危険物の取り扱いを全面的に禁止した命令を3週間ぶりに解除した。
- 2009年5月11日、新潟県中越地震で被災し、1年10ヶ月ぶりに試験運転を開始した7号機で、緊急時に炉内に冷却水を送る原子炉隔離時冷却系などに一時不具合が発生した。9日にも類似の不具合があった。試験運転は継続している。
- 2009年5月14日、11日に試験運転開始したばかりの7号機で、漏電警報が鳴っていたことが分かった。試験運転3件目の不具合である。
- 2009年12月28日、7号機が地震から2年5カ月ぶりに営業運転を再開した[38]。
- 2010年1月19日、運転再開に向けて試験運転を行っていた6号機は、地震後2年半ぶりに営業運転を再開した。この日、午前中に1号機と2号機で作業員が右手薬指の骨折や右手にかすり傷を負う事故が発生している[39]。
- 2010年8月4日、1号機の営業運転を再開した[40]。
- 2011年2月18日、5号機の営業運転を再開した[41]。

東京電力が保有する他の原子力発電所への影響および電力供給への影響については新潟県中越沖地震に対する東京電力の対応も参照のこと。

## 福島第一原子力発電所事故後の措置

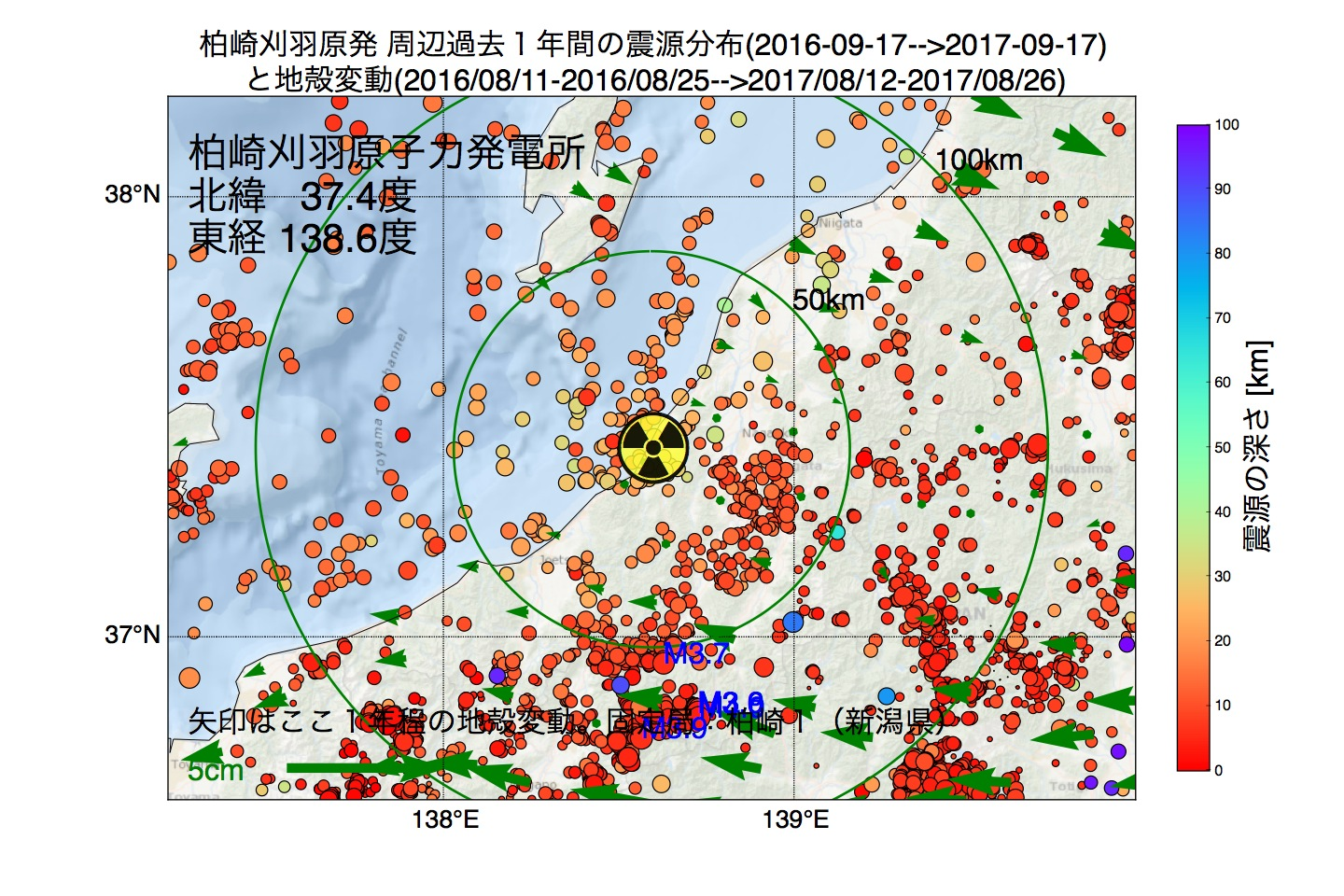
柏崎刈羽原子力発電所周辺の過去１年間の地震の震源分布と地殻変動（防災科学技術研究所 Hi-net 高感度地震観測網の地震データと国土地理院の電子基準点の位置データより作成）

2011年3月11日の東北地方太平洋沖地震（東日本大震災）で高さ14〜15mの津波をかぶり浸水、原子炉冷却機能が失われた福島第一原子力発電所事故の発生を受け、東京電力は本原発において海抜高さ15mの防潮堤を2013年6月までに設置すると発表。1〜4号機の防潮堤延長は800m以上、5〜7号機は500m以上となる。防潮堤は2013年中に完成した。併せて海抜45mの高台に貯水容量2万トンの貯水池を建設した。
2014年3月現在、同原発は1〜7号機全てが定期検査および新規制基準適合性審査中を理由に停止している状況であり、東京電力は対策工事などを施したのち2013年度中の運転再開を目標にしていたが事実上不可能となった。東京電力は福島原発事故の賠償のため、原子力損害賠償支援機構と策定した特別事業計画の中に、2013年度中の再稼働を見込んでいることを明記した。この特別事業計画は2012年4月27日に枝野幸男経済産業大臣に申請され、2014年1月15日に経済産業省の認定を受けて正式発表された。
市民団体「みんなで決める会」は、再稼働の是非について新潟県での住民投票条例の制定を求める署名運動を行うため、2012年4月から活動を開始した。
2013年7月に地元新潟県の泉田裕彦知事と、東京電力の広瀬直己社長の会談が開かれた。ここで、泉田知事は「なぜ再稼働を急いだのか。道路混雑などで物理的に県民が早急に避難を完了するのは不可能で、数日に及ぶ車中泊により被曝量は増大する」などと具体例を列挙しながら東京電力の姿勢を批判し、再稼働を容認しない姿勢を示した。会談後の記者会見では広瀬社長も「難しい。」と答えた。これに対し甘利明経済再生担当相は、知事側が原子力規制委員会に安全性の判断させないと主張している点は誤解があると指摘し、原子力規制委員会の田中俊一委員長も、「申請が出されれば粛々と審査していく。」とし、「地元自治体との調整については規制委員会では関与しない。」と述べた。その後、知事側も再度の会談に向け調整を行なっていく考えを示した。
2017年12月に、原子力規制委員会は6、7号機に対して新基準に対して適合性を示すと発表した。地元合意などを経て、東日本大震災後の再稼働へ進む見込みである。東日本大震災大震災後の新規制への適合性について、沸騰水型（BWR）として合格したのは本件が初めてである。
2024年9月6日、東京電力は6号機の使用前確認申請を原子力規制委員会に行った。認可された詳細設計通りに安全対策工事が実施されていることの確認を求めるための手続きで、申請に添付された工事工程表では「2025年2月再稼働」の日程が示された。

## 柏崎原発沖の活断層
新潟県中越沖地震後の2007年12月5日、東京電力は1981年の当発電所の設置許可申請の時点で長さ8kmと短く評価していた活断層の長さを新たに23kmと確認されたと発表した。活断層の長さは、原子力発電所から海岸線に沿って約11.5km東北に北上した地点と、発電所から海岸線に沿って約11.5km南西に南下した地点の両地点間、延長約23kmの海岸線をそのまま18.5km沖に平行移動した長さと位置に相当する。従来のあると考えられていた、長さ8kmの活断層は柏崎市椎谷のほぼ観音岬沖であり、その発表は従来の位置と同じだが、長さ23kmに延長されたものであったとした。
2号機以後の設計時に、東京電力では活断層の調査を行なったが、その時には新潟沖に4本の断層を見つけたとしている。この時には断層が古く短いとされて大地震を起こす可能性はないと判断された。鈴木康弘は東京電力が集めた79〜85年の音波探査データを再分析して今回動いたとされる断層では、東京電力の約7kmに対して約36kmと判定した。2006年6月、島根原子力発電所に関して中国電力が「断層はない」としてきた地点で、中田高が活断層を実際に掘り起こすなどの成果によって、新しい断層の予想技術が認識されつつある。「活褶曲」（かつしゅうきょく）という地形の下に断層が潜んでいるというものである。渡辺満久は2007年9月に地球観測衛星「だいち」の合成開口レーダーのデータを分析した結果として「柏崎刈羽原発は活褶曲の真上にあるようだ」と発表した。

## 主なトラブル
- 2006年7月12日、柏崎刈羽原子力発電所で初めて、作業員が一日で受けても良い「計画線量」である0.8ミリシーベルトを超える1.03ミリシーベルトを被曝していたことが分かった[51]
（注：ただし、この計画線量は東京電力が所内での作業毎の管理基準として独自に定めているものであり、健康上および法令上問題のある数値ではない。現に他発電所においては、作業内容により1日の管理基準を2.0mSvとしているケースもある。）
- 2009年4月11日、予備品倉庫で火災が発生した。2007年度の中越沖地震以後、これで9回目。柏崎市消防本部によると、何らかの原因で空調機のモーターや配線が過熱した可能性が高いという。
- 2013年10月16日、5号機で一部の燃料棒が接触していることを確認[52]。
- 2020年9月下旬、社員Bが入室IDカードを紛失し、当日未出勤の社員Aの入室IDカードを無断で使用し、中央制御監視室に出入りしていたことが発覚、原子力規制委員会にも報告が遅れたことが発覚した[53]。
- 2021年3月16日、テロリズム対策に関わる侵入検知装置が、長期間機能喪失に陥っていたことが発覚し[54]、原子力規制委員会が、問題の重要度を「最悪」と評価したことに対して、東京電力HD社長小早川智明が謝罪した[55]。2021年4月14日、原子力規制委員会は東京電力HDに対し、状況の改善が追加検査で確認されるまで、柏崎刈羽原発内で核燃料の移動を禁じる是正措置命令（命令は原子炉内への核燃料装填も禁じるため、命令が解除されるまで発電できず、再稼働は不可能になる）の行政処分を下した[56][57]。
- 2021年6月9日、2021年1月に完了したと発表していた7号機の安全対策工事で未完了が相次いで発覚し、総点検をしていたが新たに約70件が完了していないことがわかった[58]。